# Kirsebærtakvinge
Kirsebærtakvingen (Nymphalis polychloros) er en sommerfugl i takvingefamilien. Den er vidt udbredt i Syd- og Mellemeuropa, Nordafrika og gennem Lilleasien og Rusland mod øst til Himalaya. Man kan især møde kirsebærtakvingen i juli og august i skove og krat med små lysninger, hvor værtsplanterne elm, pil, bævreasp og fuglekirsebær findes. Sommerfuglen kan ses indtil 1.500 meter over havets overflade.

## Forekomst i Danmark
I dag er arten sjælden i Danmark, mens der omkring 1940 var så mange, at de sås som skadedyr i villahaver omkring København. Siden 1987 fandtes sommerfuglen kun på Bornholm, hvorfra den dog også forsvandt i 1990'erne. Måske hænger dens forsvinden sammen med, at Danmark ligger på nordgrænsen af dens udbredelseområde samt den udbredte elmesyge og brugen af sprøjtemidler i frugthaver.

## Udseende
Kirsebærtakvingen er en forholdsvis stor sommerfugl med et vingefang omkring 56-68 mm. Den ligner i første omgang nældens takvinge, men kan kendes på de fire sorte pletter på forvingen, og på at den mangler de blå pletter langs kanten af forvingen. Herudover er kirsebærtakvingen noget større end nældens takvinge. Sværere er det at kende den fra de sjældne sommerfugle, det hvide L og østlig takvinge. Det hvide L har en snehvid plet ved forvingekanten, mens den østlige takvinge er uhyre svær at skelne i naturen. Kun farven på benene er et sikkert tegn, der adskiller de to arter. Kirsebærtakvingen har sorte hår på benene, mens østlig takvinge har gule hår.

## Livscyklus
Efter 2-3 uger klækkes ægget omkring maj, når træer og buske får friske blade. Efter en måned er larven udvokset og forpupper sig. Larven er sort med fine, hvide prikker. Den har orange ryg- og sidelinjer samt talrige orangebrune torne. Larverne lever sammen i et fælles spind. Efter 2-3 uger klækkes puppen og den voksne sommerfugl kommer frem. Puppen er en brun hængepuppe, som er fæstnet til foderplanten. Kirsebærtakvingen har kun en enkelt generation årligt, det er den voksne sommerfugl, der overvintrer – gerne i hule træer eller i brændestabler.

## Foderplanter
Elm, bævreasp, pil, fuglekirsebær, pære, æble og andre løvtræer.